# برك التندرا

برك التندرا،كما هو ملاحظ فهي ناتجة عن ذوبان الجليد

برك التندرا تتكون في المناطق ذات الجليد الدائم (أراضٍ متجمدة بصفة مستديمة). وفي مثل هذه المناطق فإن البقع التي يذوب فيها جليدها يمكن أن تتحول إلى برك.